# Lastfartyg

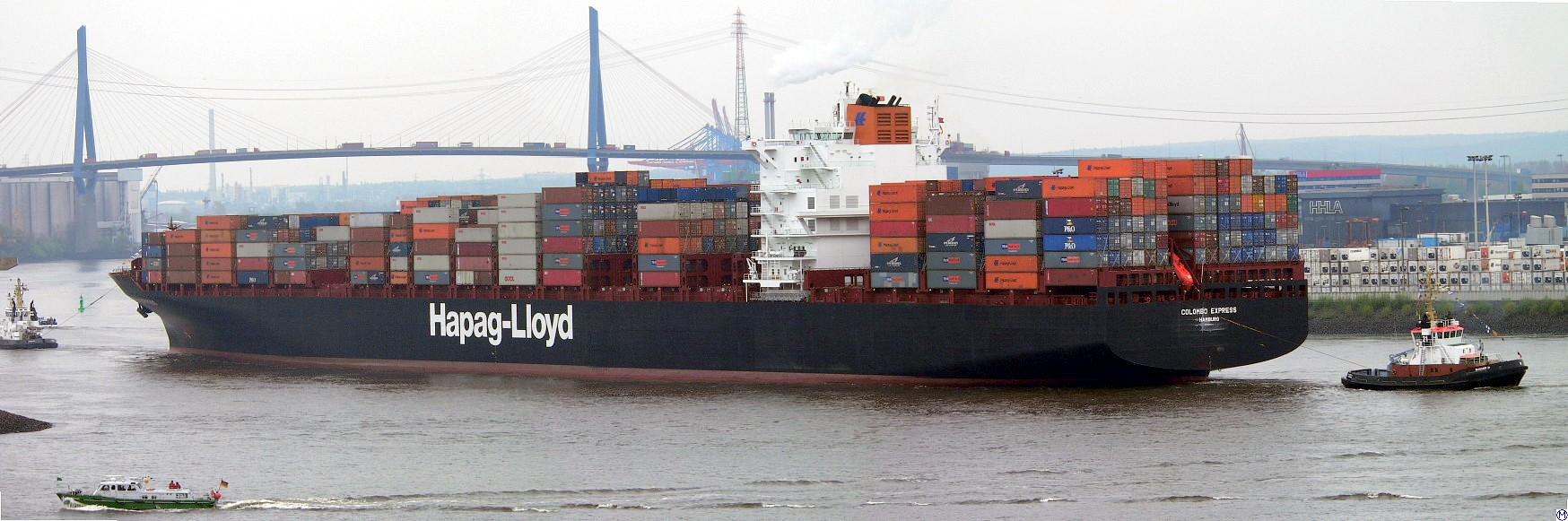
Det tyska rederiet Hapag-Lloyds lastfartyg Colombo Express i Hamburgs hamn 2005.

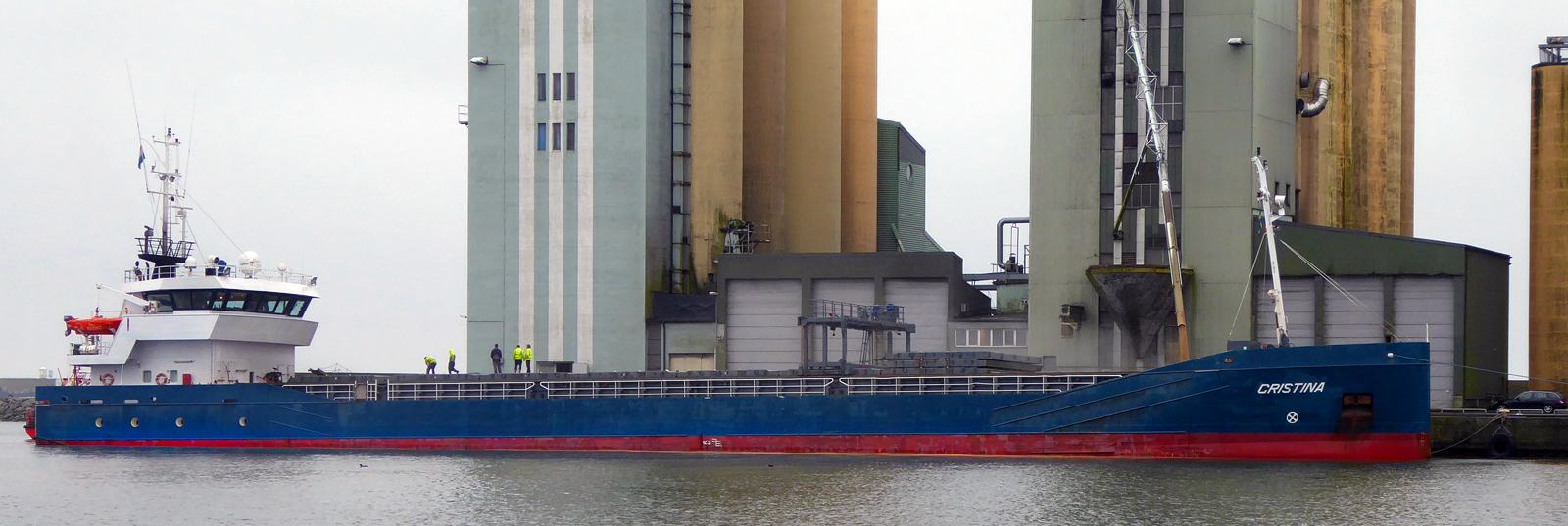
Lastfartyget Cristina lastar säd från Lantmännens i Ystad 12 mars 2018.

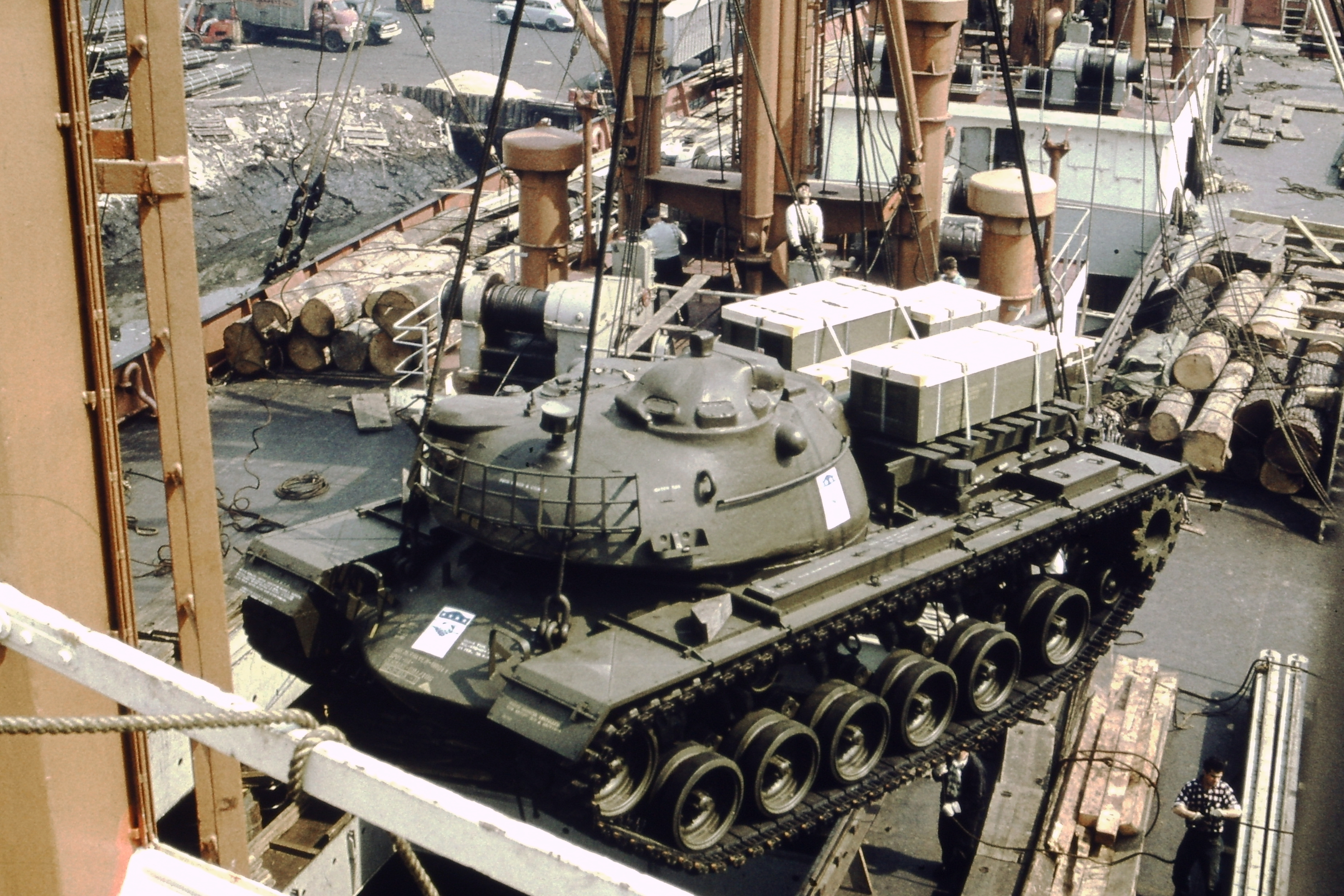
Lastfartyg med militär utrustning Brooklyn, New York 1959.

Ett lastfartyg eller en lastbåt är ett fartyg avsett för godstransport ombord.

## Typer
Lastfartyg kan indelas i olika typer enligt lasttyp, bland annat:
- Bulklastfartyg
  - Torrlastfartyg (annan bit av last och andra varor av alla slag)
  - Tankfartyg (råoljetanker, gastankfartyg, kemikalietanker, produkttankfartyg)
- Containerfartyg (styckegods transporteras i allmänhet i containrar)
- RoRo-fartyg ("roll on - roll off", för lastbilstrailers, långtradare eller last som körs ombord med hjulburna lastbärare), specialtyper:
  - RoPax-fartyg (RoRo-fartyg som är byggda också för passagerare)
  - Biltransportfartyg
- Kylfartyg - reefer

Fartygen kan också delas in enligt trafikområde (oceantrafik, feedertrafik, kusttrafik), rutter (linjetrafik, trampfart), skrovtyp, maskin eller andra egenskaper.
Lastfartyg kan även ta passagerare. I en del fall, såsom med ropax-fartygen, är fartyget byggt för kombinerad passagerar- och lastfart, men många lastfartyg har enstaka lediga hytter och så länge passagerarantalet är högst tolv, spädbarn oräknade, behöver fartyget inte uppfylla de tilläggskrav som gäller för passagerarfartyg (se SOLAS). På vissa trader (t.ex. Europa–Sydamerika) finns en välutvecklad marknad för passagerarhytterna, med skilda företag specialiserade på att förmedla platserna.

## Sjöröveri
Sjöröveri förekommer fortfarande på vissa vatten, framförallt i Malackasundet mellan Indonesien och Singapore / Malaysia, och lastfartyg är ofta målet. 2004 gick dessa tre stater med på att förse skepp som passaerade i sundet med bättre skydd. Vattnen utanför Somalia och Nigeria utsätts också, medan mindre fartyg även hamnar i utanför delar av Sydamerika, Sydostasiens kuster och utanför Karibiska havet.